# John Fox (allenatore di football americano)
John Fox (Virginia Beach, 8 febbraio 1955) è un allenatore di football americano statunitense che ha allenato i Chicago Bears, i Carolina Panthers e i Denver Broncos. Al college giocò a football alla San Diego State University.

## Carriera come allenatore
Fox iniziò la sua carriera come allenatore nella NFL nel 1989 con i Pittsburgh Steelers come allenatore dei defensive back, fino al 1991.
Nel 1992 passò ai San Diego Chargers ricoprendo lo stesso ruolo, fino al 1993.
Nel 1994 firmò coi Los Angeles Raiders come coordinatore della difesa, fino al 1995.
Nel 1996 passò ai St. Louis Rams come consulente del personale.
Nel 1997 firmò coi New York Giants come coordinatore della difesa, fino al 2001.
Nel 2002 divenne il capo-allenatore dei Carolina Panthers. Concluse la sua prima stagione con 7 vittorie e 9 sconfitte. Nel 2003 vinse per la 1a volta la Division South della NFC con il record di 11 vittorie e 5 sconfitte. Perse la finale del Super Bowl contro i New England Patriots. Nel 2005 con 11 vittorie e 5 sconfitte, venne eliminato all'NFC Championship Game dai Seattle Seahawks. Nel 2008 vinse per la 2a volta la Division South della NFC con il record di 12 vittorie e 4 sconfitte, venne eliminato al Divisional Game dagli Arizona Cardinals. Terminata la stagione 2010 venne esonerato.
Il 13 gennaio 2011 assunse il ruolo di capo-allenatore dei Denver Broncos firmando un contratto di 4 anni per un totale di 14 milioni di dollari. Vinse la 1a volta la Division West della AFC con il record di 8 vittorie e 8 sconfitte, venne eliminato al Divisional Game dai New England Patriots. Nel 2012 vinse per la seconda volta la Division West con 13 vittorie e 3 sconfitte, uscì al Divisional Game contro i Baltimore Ravens. Nel 2013 chiuse con 13 vittorie e 3 sconfitte, vincendo nuovamente la division. La squadra stabilì un nuovo record NFL per punti segnati nella stagione regolare. Nei playoff eliminò i San Diego Chargers e i New England Patriots, giungendo a disputare il secondo Super Bowl della carriera, perdendo 43-8 contro i Seattle Seahawks.
Il 4 aprile 2014 estese il suo contratto per altri due anni, rimanendo con i Broncos fino alla stagione 2016. Nel quindicesimo turno della stagione divenne solamente il secondo allenatore nella storia della NFL a vincere quattro titoli di division nelle prime quattro stagioni con una squadra, raggiungendo Chuck Knox. Denver però fu subito eliminata nel divisional round dei playoff dagli Indianapolis Colts e il giorno successivo, Fox e il club annunciarono la propria separazione consensuale. Fox lasciò i Broncos con una percentuale di vittorie del 71,9% nelle sue quattro stagioni, la più alta della storia della franchigia.
Dopo soli quattro giorni, Fox fu assunto come capo-allenatore dei Chicago Bears.

## Record come capo-allenatore
| Squadra  | Anno     | Stagione regolare | Stagione regolare | Stagione regolare | Stagione regolare | Stagione regolare | Playoff | Playoff | Playoff                                                      |
| Squadra  | Anno     | Vinte             | Perse             | Pareggiate        | Posizione         | Risultato         | Vinte   | Perse   | Risultato                                                    |
| -------- | -------- | ----------------- | ----------------- | ----------------- | ----------------- | ----------------- | ------- | ------- | ------------------------------------------------------------ |
| CAR      | 2002     | 7                 | 9                 | 0                 | 4° NFC South      | no playoff        | -       | -       | -                                                            |
| CAR      | 2003     | 11                | 5                 | 0                 | 1° NFC South      | -                 | 3       | 1       | Sconfitta nel Super Bowl contro i New England Patriots       |
| CAR      | 2004     | 7                 | 9                 | 0                 | 3° NFC South      | no playoff        | -       | -       | -                                                            |
| CAR      | 2005     | 11                | 5                 | 0                 | 2° NFC South      | no playoff        | 2       | 1       | Sconfitta nella finale della NFC contro i Seattle Seahawks   |
| CAR      | 2006     | 8                 | 8                 | 0                 | 2° NFC South      | no playoff        | -       | -       | Sconfitta nel divisional round contro i New England Patriots |
| CAR      | 2007     | 7                 | 9                 | 0                 | 2° NFC South      | no playoff        | -       | -       | -                                                            |
| CAR      | 2008     | 12                | 4                 | 0                 | 1° NFC South      | -                 | 0       | 1       | Sconfitta nel divisional round contro gli Arizona Cardinals  |
| CAR      | 2009     | 8                 | 8                 | 0                 | 3° NFC South      | no playoff        | -       | -       | -                                                            |
| CAR      | 2010     | 2                 | 14                | 0                 | 4° NFC South      | no playoff        | -       | -       | -                                                            |
| CAR Tot. | CAR Tot. | 73                | 71                | 0                 | -                 | -                 | 5       | 3       | -                                                            |
| DEN      | 2011     | 8                 | 8                 | 0                 | 1° AFC West       | -                 | 1       | 1       | Sconfitta nel divisional round contro i New England Patriots |
| DEN      | 2012     | 13                | 3                 | 0                 | 1° AFC West       | -                 | 0       | 1       | Sconfitta nel divisional round contro i Baltimore Ravens     |
| DEN      | 2013     | 13                | 3                 | 0                 | 1° AFC West       | -                 | 2       | 1       | Sconfitta nel Super Bowl XLVIII contro i Seattle Seahawks    |
| DEN      | 2014     | 12                | 4                 | 0                 | 1° AFC West       | -                 | 0       | 1       | Sconfitta nel divisional round contro gli Indianapolis Colts |
| DEN Tot. | DEN Tot. | 46                | 18                | 0                 | -                 | -                 | 3       | 4       | -                                                            |
| CHI      | 2015     | 6                 | 10                | 0                 | 4° NFC North      | no playoff        | -       | -       | -                                                            |
| CHI      | 2016     | 3                 | 9                 | 0                 | 4° NFC North      | -                 | -       | -       | -                                                            |
| CHI Tot. | CHI Tot. | 9                 | 19                | 0                 | -                 | -                 | 0       | 0       | -                                                            |
| Totale   | Totale   | 128               | 108               | 0                 | -                 | -                 | 8       | 7       | -                                                            |

## Palmarès

### Franchigia
- National Football Conference Championship: 1

Carolina Panthers: 2003
- American Football Conference Championship: 1

Denver Broncos: 2013
- Division South NFC: 2

Carolina Panthers: 2003, 2008
- Division West AFC: 4

Denver Broncos: 2011, 2012, 2013, 2014